# Darmistus duncani
Darmistus duncani är en insektsart som beskrevs av Van Duzee 1937. Darmistus duncani ingår i släktet Darmistus och familjen krumhornskinnbaggar. Inga underarter finns listade i Catalogue of Life.